# Колинсберг (Пенсилванија)
Колинсберг (енгл. Collinsburg) насељено је место без административног статуса у америчкој савезној држави Пенсилванија.

## Демографија
По попису из 2010. године број становника је 1.125.
| Група             | 2000.    | 2010.         |
| Белци             | 0 (0,0%) | 1.096 (97,4%) |
| Афроамериканци    | 0 (0,0%) | 12 (1,1%)     |
| Азијати           | 0 (0,0%) | 2 (0,2%)      |
| Хиспаноамериканци | 0 (0,0%) | 6 (0,5%)      |
| Укупно            | 0        | 1.125         |